# Sorina Miclăuș
Sorina Miclăuș (ur. 15 kwietnia 1999 w Braszowie) – rumuńska siatkarka, grająca na pozycji przyjmującej, reprezentantka Rumunii.
W sezonie 2018/2019 wywalczyła złoty medal mistrzostw Rumunii wraz z drużyną CS Volei Alba-Blaj.

## Sukcesy reprezentacyjne
Złota Liga Europejska:
- 2025[4]